# Cheilektomie
Die Cheilektomie (griech. χείλος cheĩlos Lippe) ist ein Operationsverfahren im Bereich orthopädische Chirurgie bzw. Fußchirurgie. Es ist ein gelenkerhaltendes Verfahren, das bei leichten Formen von Arthrose des Großzehengrundgelenkes angewendet wird. Hierbei werden bei einer Arthrose entstandene knöcherne Anbauten (Osteophyten) insbesondere streckseitig (dorsal) am Köpfchen des ersten Mittelfußköpfchens abgetragen, um die Beweglichkeit des Gelenkes zu verbessern und Schmerzen zu reduzieren.